# 한일 프로야구 슈퍼 게임
한일 프로야구 슈퍼게임은 한일 국교 수립 25주년과 한국 프로 야구 출범 10주년을 기념해 KBO와 NPB의 상호 친선, 친목, 실력 향상을 목표로 해 1991년부터 4년에 한 번 행해진 국제 경기이다. 주니치 신문사의 주최(관동 지방 개최는 도쿄 신문, 칸사이 지방 개최는 산케이신문 오사카 본사가 주최)로 진행되었다. 3회 대회를 끝으로 폐지된 이후 14년 만에 현역 선수가 아닌 은퇴한 레전드 선수들이 출전하는 한일 프로 야구 레전드 슈퍼 게임이라는 이름으로 부활하여 2013년 11월 30일 문학야구장에서 개최되었다.

## 전적
- 1991년(제1회)

1. 11월2일：○일본8-3한국●(도쿄 돔)
2. 11월3일：○일본8-2한국●(요코하마 스타디움)
3. 11월4일：○일본5-2한국●(한신 고시엔 구장)
4. 11월6일：●일본1-7한국○(후지이데라 구장)
5. 11월9일：●일본0-8한국○(나가라가와 구장)
6. 11월10일：○일본2-1한국●(나고야 구장)

- 1995년(제2회)

1. 11월3일：△일본0-0한국△(도쿄 돔)
2. 11월4일：●일본2-5한국○(요코하마 스타디움)
3. 11월5일：●일본2-3한국○(고시엔 구장)
4. 11월9일：○일본4-0한국●(후쿠오카 돔)
5. 11월11일：△일본1-1한국△(나가라가와 구장)
6. 11월12일：일본8-3한국●(나고야 구장)

- 1999년(제3회)
  - 제1경기(11월6일)：나고야 돔
한국 0 0 0 0 0 0 1 1 0 ： 2
일본 1 0 0 2 2 0 0 0 X ： 5
【한】구대성-노장진-주형광
【일】노구치(주니치)-우에하라(요미우리)-사사오카(히로시마)-가와무라(요코하마)-이와모토(니혼햄)-다카쓰(야쿠르트)
승리투수：노구치 시게키
패전투수：구대성
세이브：다카쓰 신고
홈런：이종범(주니치)
  - 제2경기(11월7일)：기후 나가라가와 구장
일본 0 0 2 0 3 0 0 0 0 ： 5
한국 0 0 2 1 0 0 0 0 0 ： 3
【일】야부(한신)-다카기(야쿠르트)-후쿠모리(요코하마)-가네다(오릭스)-고바야시(롯데)-오카모토 아키라(긴테쓰)-이와세(주니치）
【한】문동환-송진우-주형광-진필중
승리투수：후쿠모리 카즈오
패전투수：송진우
세이브：이와세 히토키
  - 제3경기(11월9일）：후쿠오카 돔
한국 1 0 0 0 0 2 0 0 0 ： 3
일본 1 0 0 0 0 0 0 0 1 ： 2
【한】정민철-주형광-임창용-송진우-진필중
【日】나가이(다이에)-마에다(주니치)-미우라(요코하마)-오카지마(요미우리)-이시이 다카시(세이부)-호시노(다이에)-가와고에(오릭스)
승리투수：주형광
패전투수：오카지마 히데키
세이브：진필중
  - 제4경기(11월10일)：도쿄 돔
일본 2 0 0 1 2 2 0 1 0 ： 8
한국 0 3 2 0 0 0 3 0 0 ： 8
【일】니시구치(세이부)-요코야마(요코하마)-고미야마(롯데)-가와카미(주니치)-와카타베(다이에)-가와사키(야쿠르트)-데니(세이부)-이와세(주니치)
【한】정민태-주형광-임창용-노장진-진필중
홈런：양준혁、김동주、마쓰이(요미우리)